# Ludlow (Illinois)
Ludlow es una villa ubicada en el condado de Champaign en el estado estadounidense de Illinois. En el Censo de 2010 tenía una población de 371 habitantes y una densidad poblacional de 401,24 personas por km².

## Geografía
Ludlow se encuentra ubicada en las coordenadas 40°23′10″N 88°7′35″O / 40.38611, -88.12639. Según la Oficina del Censo de los Estados Unidos, Ludlow tiene una superficie total de 0.92 km², de la cual 0.92 km² corresponden a tierra firme y (0%) 0 km² es agua.

## Demografía
Según el censo de 2010, había 371 personas residiendo en Ludlow. La densidad de población era de 401,24 hab./km². De los 371 habitantes, Ludlow estaba compuesto por el 92.72% blancos, el 1.35% eran afroamericanos, el 0.27% eran amerindios, el 2.43% eran asiáticos, el 0% eran isleños del Pacífico, el 0.27% eran de otras razas y el 2.96% pertenecían a dos o más razas. Del total de la población el 0.27% eran hispanos o latinos de cualquier raza.